# Cratogeomys fumosus
La tuza de Colima o tuza ahumada (Cratogeomys fumosus) es una especie de roedor de la familia de los geómidos endémica de México.
De manera tradicional, se da este nombre a una tuza que habita únicamente en las cercanías de la ciudad de Colima, pero estudios genéticos (Hafner et al, 2004, citado por la UICN) parecen indicar que se trata de una especie de distribución más amplia (centro y occidente de México), por lo que dentro de esta especie se encontrarían otras cuatro: C. zinseri (Lagos de Moreno), C. tylorhinus (Eje Neovolcánico y Bajío), C. neglectus (Pinal de Amoles), y C. gymnurus (Michoacán y Jalisco).
La especie que Villa y Cervantes (2003) identifican como tuza de Colima se encuentra en suelos húmedos y salinos de las planicies de Colima entre 60 y 8000 m s. n. m. (metros sobre el nivel del mar), cerca de la ciudad de Colima y en el municipio de Coquimatlán. Relativamente pequeñas, miden aproximadamente entre 27 y 30 cm, la cola entre 7 y 9 cm, y la pata trasera entre 37 y 44 mm. Es de color pardo o gris pizarra, con un cojinete nasal poco desarrollado.